# Лещанка (Холмський повіт)
Лещанка (пол. Leszczanka) — село в Польщі, у гміні Рейовець-Фабричний Холмського повіту Люблінського воєводства.
Населення — 97 осіб (2011).
У 1975-1998 роках село належало до Холмського воєводства.

## Демографія
Демографічна структура станом на 31 березня 2011 року:
|          | Загалом | Допрацездатний вік | Працездатний вік | Постпрацездатний вік |
| -------- | ------- | ------------------ | ---------------- | -------------------- |
| Чоловіки | 54      | 13                 | 31               | 10                   |
| Жінки    | 43      | 7                  | 25               | 11                   |
| Разом    | 97      | 20                 | 56               | 21                   |